# Gabriel Mureșan
Gabriel Mureșan (Sighișoara, 13 febbraio 1982) è un ex calciatore rumeno, di ruolo centrocampista.

## Carriera

### Nazionale
Mureșan è stato convocato dalla nazionale rumena nelle qualificazioni di UEFA Euro 2008 contro la Slovenia e contro la Francia.

## Palmarès

### Club
- Campionato rumeno: 2

CFR Cluj: 2007-2008, 2009-2010
- Coppa di Romania: 1

CFR Cluji: 2009-2010